# Каза Пелати (Маса-Карара)
Каза Пелати је насеље у Италији у округу Маса-Карара, региону Тоскана.
Према процени из 2011. у насељу је живело 1 становника. Насеље се налази на надморској висини од 481 м.